# Kelso (Australie)
 (mars 2016).
Si vous disposez d'ouvrages ou d'articles de référence ou si vous connaissez des sites web de qualité traitant du thème abordé ici, merci de compléter l'article en donnant les références utiles à sa vérifiabilité et en les liant à la section « Notes et références ».
Kelso est une ville de l'est de la Nouvelle-Galles du Sud en Australie à environ 200 km à l'ouest de Sydney.	
Elle fait partie du conseil de la région de Bathurst.

## Histoire
La région était occupée par les aborigènes Wiradjuri avant la colonisation européenne. George William Evans fut le premier européen à visiter la région en 1813.
La ville a été commencée en 1816 avec 10 familles.
L'église de la Sainte Trinité (Holy Trinity Church) est la première église intérieure en Australie, et dispose d'un lycée.
En août 2024, l'Australie veut construire la plus centrale solaire à Kelso .

## Notes et références

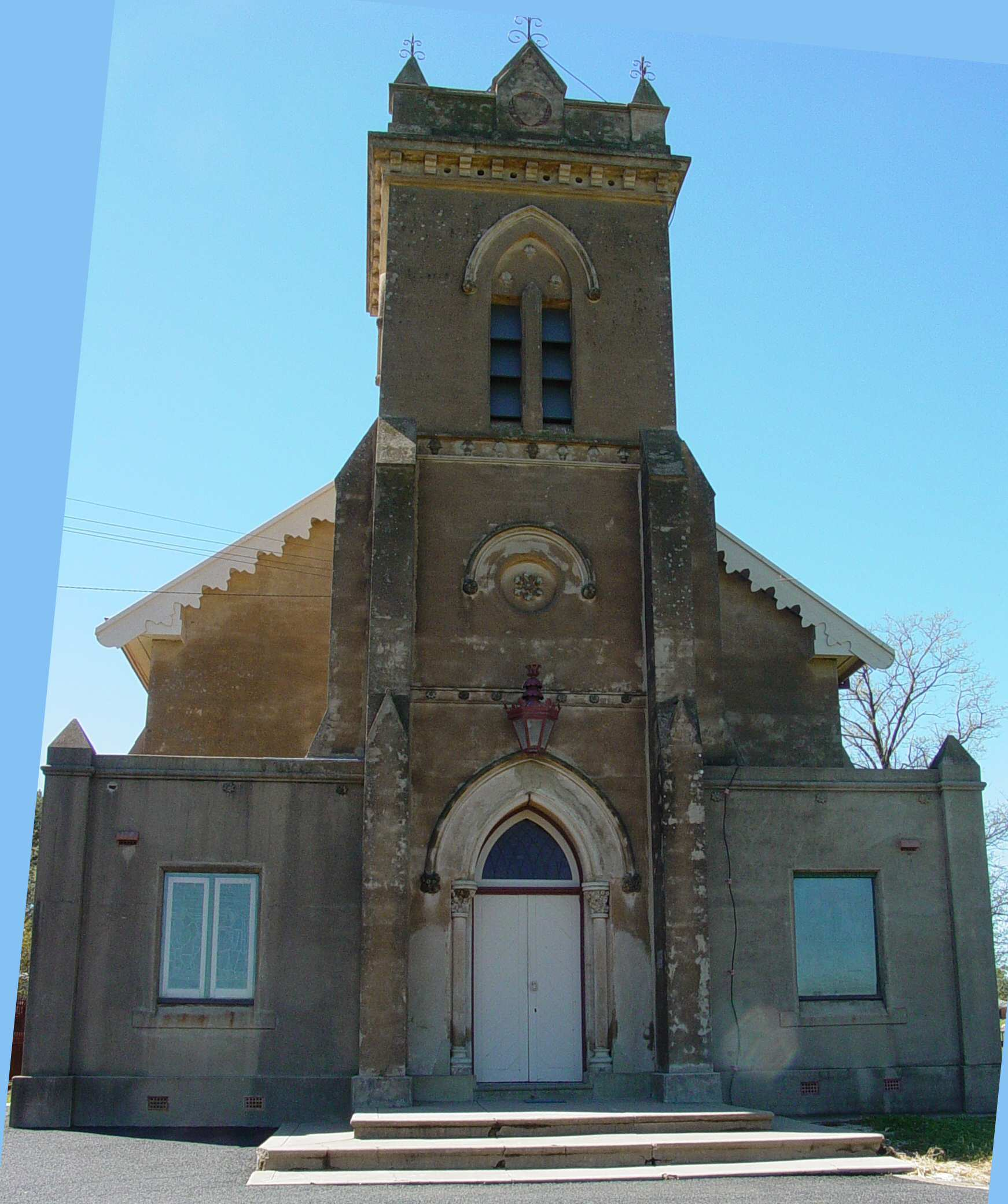
Église de la Sainte Trinité